# 東南康沃爾 (英國國會選區)
東南康沃爾（英語：South East Cornwall），英國國會一郡選區，包括英格蘭東南部康沃爾郡西南部，包括昔日卡拉登區全部，以及里斯托默爾東部一個地方選區。
本區自1983年創設以來一直支持保守黨，直至1997年自民黨首次當選，但當區議員科林·布里德宣布放棄競逐2010年大選，其議席由保守黨的雪瑞兒·默累以45.1%選票奪得。